# Коссова
Коссова (пол. Kossowa) — село в Польщі, у гміні Бжезьниця Вадовицького повіту Малопольського воєводства.
Населення — 480 осіб (2011).

## Демографія
Демографічна структура станом на 31 березня 2011 року:
|          | Загалом | Допрацездатний вік | Працездатний вік | Постпрацездатний вік |
| -------- | ------- | ------------------ | ---------------- | -------------------- |
| Чоловіки | 241     | 67                 | 147              | 27                   |
| Жінки    | 239     | 49                 | 141              | 49                   |
| Разом    | 480     | 116                | 288              | 76                   |